# نوربرت بلوم
نوربرت بلوم (انگلیسی: Norbert Blüm؛ زادهٔ ۲۱ ژوئیهٔ ۱۹۳۵ – درگذشتهٔ ۲۳ آوریل ۲۰۲۰) یک سیاست‌مدار اهل آلمان بود.
نوربرت بلوم در ۲۳ آوریل ۲۰۲۰، در سن ۸۴ سالگی در بن درگذشت.